# OneTouch
OneTouch (w skrócie OT) – symbol serii telefonów komórkowych marki Alcatel symbolizujący ideę prostego użytkowania OneTouch.
Do swoich pierwszych modeli telefonów, francuski producent dodawał za symbolem "OT" nazwę, np. Alcatel OT Club. Sytuacja zmieniła się w 1999 roku.
Do połowy 2005 roku Alcatel nazywał swoje modele poprzez dodanie trzech cyfr do OneTouch ("OT"). Im wyższa była liczba, tym model był wyższej klasy, np. Alcatel OT 735. 
Od połowy roku 2005, po nawiązaniu współpracy w dziedzinie budowy telefonów komórkowych z TCL, Alcatel wprowadził nowe nazewnictwo. Odtąd, do OT dodawana jest jedna litera (C, E lub S) i kolejne trzy cyfry, np. Alcatel OT S853.